# Ctenoplusia amydra
Ctenoplusia amydra là một loài bướm đêm trong họ Noctuidae.